# Babing (Velden)
Babing ist ein Gemeindeteil des Marktes Velden im niederbayerischen Landkreis Landshut. 

## Geographie
Der Weiler liegt etwa 2 km westlich von Velden, auf der rechten Seite der Großen Vils. Babing war ein Haltepunkt der Bahnstrecke Dorfen–Velden. Heute verläuft ein Radweg auf der gesamten Trasse.

## Geschichte
Babing war seit dem bayerischen Gemeindeedikt von 1818 eine selbständige Gemeinde. Am 1. Januar 1972 wurde die Gemeinde Babing mit den Orten Baueröd, Eberlsöd, Eggersgrub, Eichten, Erlach, Futteröd, Giglberg, Haid, Hinteröd, Irreck, Lahn, Nehaid, Oberbabing, Putzenberg, Rimberg, Schlegelsreit, Schöllamühle, Spindlhäusl, Spitzlbach, Stietenöd, Vils, Walding und Willgrub zur Marktgemeinde Velden (Vils) eingemeindet.